# Monte Cervati, Centaurino e Montagne di Laurino
Monte Cervati, Centaurino e Montagne di Laurino este o arie protejată (arie specială de conservare — SAC, sit de importanță comunitară — SCI) din Italia întinsă pe o suprafață de 27.898 ha, integral pe uscat.

## Localizare
Centrul sitului Monte Cervati, Centaurino e Montagne di Laurino este situat la coordonatele 40°15′53″N 15°26′02″E / 40.264722°N 15.433889°E.

## Înființare
Situl Monte Cervati, Centaurino e Montagne di Laurino a fost declarat sit de importanță comunitară în mai 1995 pentru a proteja 1 specie de plante și 50 de specii de animale. Situl a fost protejat și ca arie specială de conservare în mai 2019.

## Biodiversitate
Situată în ecoregiunea mediteraneană, aria protejată conține 11 habitate naturale: Păduri de Castanea sativa, Pante stâncoase calcaroase cu vegetație casmofită, Pajiști uscate seminaturale și facies de acoperire cu tufișuri pe substraturi calcaroase (Festuco-Brometalia) (* situri importante pentru orhidee), Pseudostepă cu ierburi și specii anuale de Thero-Brachypodietea, Peșteri inaccesibile publicului, Păduri de Quercus ilex și Quercus rotundifolia, Tufărișuri termo-mediteraneene și de pre-deșert, Păduri de fag din Apenini cu Taxus și Ilex, Păduri de fag din Apenini cu Abies alba și păduri de fag cu Abies nebrodensis, Pajiști uscate seminaturale și facies de acoperire cu tufișuri pe substraturi calcaroase (Festuco-Brometalia) (* situri importante pentru orhidee), Pajiști carstice calcaroase sau bazofile, de Alysso-Sedion albi.
La baza desemnării sitului se află mai multe specii protejate:
- plante (1): Himantoglossum adriaticum
- păsări (30): uliu porumbar (Accipiter gentilis), ciocârlie-de-câmp (Alauda arvensis), potârnichea de stâncă (Alectoris graeca), fâsă-de-câmp (Anthus campestris), fâsă de pădure (Anthus spinoletta), fâsă de pădure (Anthus trivialis), acvilă de munte (Aquila chrysaetos), buha (Bubo bubo), caprimulg (Caprimulgus europaeus), porumbel gulerat (Columba palumbus), prepeliță (Coturnix coturnix), ciocănitoare neagră (Dryocopus martius), Falco biarmicus, șoim călător (Falco peregrinus), muscar-gulerat (Ficedula albicollis), sfrâncioc roșiatic (Lanius collurio), Leiopicus medius, câneparul (Linaria cannabina), ciocârlie de pădure (Lullula arborea), gaia neagră (Milvus migrans), gaia roșie (Milvus milvus), pietrar sur (Oenanthe oenanthe), viespar (Pernis apivorus), codroș de munte (Phoenicurus ochruros), Pyrrhocorax pyrrhocorax, sitar de pădure (Scolopax rusticola), turturică (Streptopelia turtur), sturz-cântător (Turdus philomelos), sturz (Turdus pilaris), sturzul de vâsc (Turdus viscivorus)
- amfibieni (2): Bombina pachypus, Salamandrina terdigitata
- mamifere (10): lupul (Canis lupus), vidră de râu (Lutra lutra), liliac cu aripi lungi (Miniopterus schreibersii), liliac cu urechi mari (Myotis bechsteinii), liliac cu urechi de șoarece (Myotis blythii), liliac cărămiziu (Myotis emarginatus), liliac comun (Myotis myotis), liliacul mediteranean cu potcoavă (Rhinolophus euryale), liliacul mare cu potcoavă (Rhinolophus ferrumequinum), liliacul mic cu potcoavă (Rhinolophus hipposideros)
- nevertebrate (7): croitorul mare al stejarului (Cerambyx cerdo), Coenagrion mercuriale, Cordulegaster trinacriae, fluturele auriu (Euphydryas aurinia), Melanargia arge, Osmoderma italicum, Rosalia alpina
- reptile (1): șarpele cu patru dungi (Elaphe quatuorlineata)

Pe lângă speciile protejate, pe teritoriul sitului au mai fost identificate 7 specii de plante, 5 specii de amfibieni, 1 specie de mamifere, 7 specii de nevertebrate, 7 specii de reptile.